# 8003 Kelvin
8003 Kelvin (1987 RJ) là một tiểu hành tinh vành đai chính được phát hiện ngày 1 tháng 9 năm 1987 bởi E. W. Elst ở Đài thiên văn Nam Âu.